# بوبر کوچک
بوبر کوچک (نام علمی: Andropadus virens) نام یک گونه از تیره خرمابلبلان است.